# 劉鴻 (明朝)
劉鴻（14世紀—15世紀），字雲表，江西吉安府泰和縣西平人，明朝文學家。

## 生平
劉鴻是成化十三年（1477年）的舉人，兩次在會試中擬取錄為第一，才名直達宮廷，明憲宗賜巾號為「遮暘」，免除他家人的徭役，其後放棄中舉，終身遊歷山水，丘濬、倪嶽、戴珊都是他的忘年之交；他住在七星㘭，故自號七星居士，有泰和知縣區時行為他編寫《七星詩文存》十二卷流傳，由羅欽順作序。

## 引用
1. 1 2  同治《泰和縣志·卷十七·列傳》：劉鴻，字雲表，西平人，成化丁酉舉於鄉，兩擬春官第一，才名達禁中，憲宗賜以巾曰「遮暘」，免其家徭役，邱文莊濬、倪文毅樂、戴恭簡瑚皆與為忘分交，所居七星㘭，自號七星居士，詩文集十二卷。潄水志、通志
2. ↑  《四庫全書總目提要·卷一百七十五·集部二十八》：《七星詩文存》十二卷 江西巡撫采進本 明劉鴻撰。鴻字雲表，泰和人。以居七星坳，自號七星居士。成化丁酉舉人。屢上公車不第，遂放遊山水以終。是集為泰和知縣區時行所編。前有正德五年《羅欽順序》……